# Лісний (Амурська область)
Лісний (рос. Лесной) — селище у Сковородінському районі Амурської області Російської Федерації. Розташоване на території українського історичного та етнічного краю Зелений Клин.
Входить до складу муніципального утворення місто Сковородіно. Населення становить 332 особи (2018).

## Історія
З 20 жовтня 1932 року входить до складу новоутвореної Амурської області.
З 1 січня 2006 року входить до складу муніципального утворення місто Сковородіно.

## Населення
| 2002 | 2010 | 2012 | 2013 | 2014 | 2015 | 2016 |
| ---- | ---- | ---- | ---- | ---- | ---- | ---- |
| 436  | ↘349 | ↘340 | ↗350 | ↘342 | →342 | ↘339 |
| 2017 | 2018 |      |      |      |      |      |
| ↘338 | ↘332 |      |      |      |      |      |